# Dianthidium chamela
Dianthidium chamela är en biart som beskrevs av griswold, Michener och > 1988. Dianthidium chamela ingår i släktet Dianthidium och familjen buksamlarbin. Inga underarter finns listade i Catalogue of Life.